# Bonnie, Bonnie Lassie
Bonnie, Bonnie Lassie er en amerikansk stumfilm fra 1919 af Tod Browning.

## Medvirkende
- Mary MacLaren - Alisa Graeme
- Spottiswoode Aitken - Jeremiah Wishart
- David Butler - David
- Arthur Edmund Carewe - Archibald Loveday
- F. A. Turner
- Clarissa Selwynne
- Eugenie Forde